# Mariya Jarenkova
Mariya Jarenkova (Rostov del Don, Rusia, 29 de octubre de 1998) es una gimnasta artística rusa, medallista mundial de bronce en 2014 en el concurso por equipos.

## 2014
En el Campeonato Europeo celebrado en Sofía gana la medalla de oro en la viga de equilibrio y el bronce por equipos. Poco después, en el Mundial celebrado en Nanning (China) consigue el bronce en el concurso por equipos —Rusia queda Estados Unidos (oro) y China (plata); sus compañeras de equipo fueron: Aliya Mustafina, Tatiana Nabieva, Ekaterina Kramarenko, Alla Sosnitskaya, Daria Spiridonova y Polina Fedorova.